# Neoperla geniculatella
Neoperla geniculatella är en bäcksländeart som beskrevs av Okamoto 1912. Neoperla geniculatella ingår i släktet Neoperla och familjen jättebäcksländor. Inga underarter finns listade i Catalogue of Life.